# I-26 (sous-marin)
Pour les articles homonymes, voir I26.
Le I-26 (イ-26) est un sous-marin de la marine impériale japonaise de type B1 en service durant la Seconde Guerre mondiale.

## Construction
Construit par l'Arsenal naval de Kure, au Japon, le I-26 est mis sur cale le 7 juin 1939, sous le nom de sous-marin n°139. Il est lancé le 6 avril 1940 et numéroté provisoirement I-27. Le 1er novembre 1941, il est renuméroté I-26 avant d'être achevé et mis en service le 6 novembre 1941.

## Description
Le I-26 pèse près de 2 600 tonnes en surface. Il est capable de plonger à 100 m, puis de se déplacer à une vitesse maximale de 8 nœuds, avec une autonomie de 96 milles nautiques à une vitesse réduite de 3 nœuds. En surface, sa portée est de 14 000 milles nautiques, développant une vitesse maximale de 23,6 nœuds. Il transporte un hydravion de reconnaissance biplace Yokosuka E14Y (connu des Alliés sous le nom de Glen), stocké dans un hangar hydrodynamique à la base du kiosque.

## Histoire du service

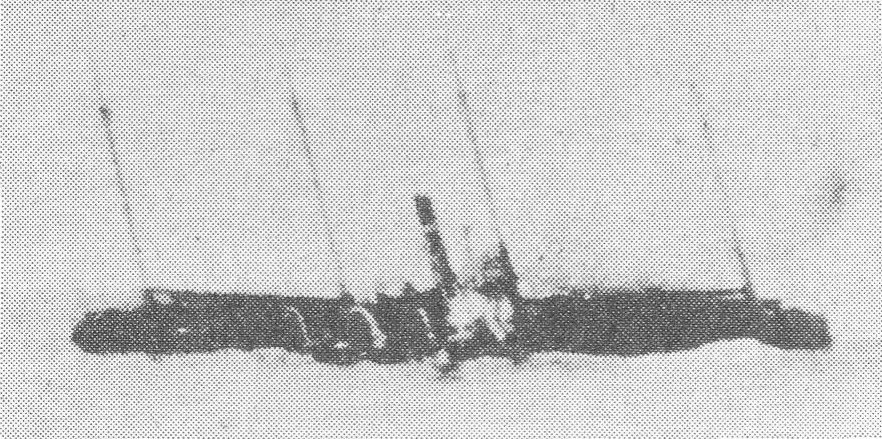
Une image utiliser dans d'autres articles similaires

Il est complété et enregistré le 6 novembre 1941 pour la marine impériale japonaise. Il est attaché au district naval de Yokosuka et affecté à la SubRon 1 de la 6e Flotte dans la 4e sous-division du capitaine Oda Tamekiyo. Yokota Minoru en est le commandant. Il quitte Kure pour aller travailler en mer intérieure.

### Patrouilles sur la côte ouest des États-Unis et du Canada
Le 7 décembre 1941, le I-26 coule le SS Cynthia Olson (en), un cargo de bois de 2 140 tonneaux affrété par l'armée américaine, à 300 milles nautiques (560 km au large des côtes de Californie - le premier navire marchand américain à être coulé par un sous-marin japonais pendant la guerre.
Le I-26 avait reçu l'ordre de ne pas commencer les hostilités avant 3h30 le 8 décembre (heure de Tokyo) - heure prévue de l'attaque de Pearl Harbor. Il trouve le Cynthia Olson avant cette heure, mais reste submergé jusqu'à ce qu'il fasse surface près du cargo à 03h30 heure de Tokyo (08h00 le 7 décembre heure d'Hawaï ou 09h00 dans le fuseau horaire +9 du naufrage.) Le I-26 tire un obus d'avertissement sur le Cynthia Olson depuis son canon de pont de 14 cm. Le cargo s'arrête et signale alors par radio qu'il est attaqué par un sous-marin. Le I-26 coule le SS Cynthia Olson par des tirs d'artillerie après que l'équipage ait abandonné le navire dans des canots de sauvetage. Le navire à vapeur Lurline entend le message radio du Cynthia Olson, mais l'équipage du navire coulé péri en mer alors que l'attention est concentrée sur le bombardement simultané de Pearl Harbor.
Après avoir cherché sans succès le porte-avions USS Lexington à la suite de l'attaque de Pearl Harbor, le I-26 patrouille à l'entrée du détroit de Juan de Fuca. Un bombardement programmé des villes côtières américaines à la veille de Noël 1941 est annulé en raison de la fréquence des patrouilles aériennes et de surface côtières.
Le 18 avril 1942, le I-26 se trouve dans la cale sèche numéro 5 de Yokosuka lorsqu'un des bombardiers North American B-25 Mitchell du Raid de Doolittle endommage le porte-avions Ryūhō dans la cale sèche adjacente numéro 4.
Début juin 1942, le sous-marin participe aux premières étapes de la campagne des îles Aléoutiennes.
Le dimanche 7 juin 1942, le SS Coast Trader (en), un cargo de 3 286 tonneaux, quitte Port Angeles, Washington, à destination de San Francisco avec une cargaison de papier journal. Le I-26 le torpille à sa sortie du détroit de Juan de Fuca et le navire coule en 40 minutes. Un membre de l'équipage meurt d'hypothermie avant que les autres soient sauvés au cours des deux jours suivants. La marine américaine ne voulant apparemment pas reconnaître l'activité de sous-marins japonais au large des côtes du Pacifique pendant l'Opération Paukenschlag, attribue officiellement le naufrage du Coast Trader à « une explosion interne ».
Dans la soirée du 20 juin 1942, alors qu'il patrouille à deux milles au large des côtes de la Colombie-Britannique, le sous-marin fait surface et bombarde le phare et l'installation de radiogoniométrie (RDF) d'Estevan Point. Cet acte simple a un effet disproportionné sur la navigation côtière, car tous les phares de la côte sont alors éteints par crainte de leur utilisation par les navires ennemis. Le I-26 est retourné à Yokosuka le 7 juillet 1942.

### Actions dans le Pacifique
le I-26 prend part aux opérations de l'Axe dans les eaux australiennes.
Le 31 août 1942, il endommage le porte-avions USS Saratoga à 10° 34′ S, 164° 18′ E avec une torpille (sur six lancés).
Le 13 novembre 1942, lors de la bataille navale de Guadalcanal, il frappe le croiseur léger USS Juneau, déjà endommagé, à la position géographique de 10° 33′ S, 161° 03′ E. La torpille du I-26 touche la soute à munitions du Juneau, entraînant une énorme explosion qui brise le navire en deux. Seuls dix hommes sont finalement sauvés sur les 650 membres de l'équipage dont faisaient partie les cinq frères Sullivan qui meurent soit dans l'explosion initiale, soit en se noyant avant l'arrivée des secours.
Dans la nuit du 25 au 26 octobre 1944, à la suite de la bataille au large de Samar, le I-26 attaque le porte-avions d'escorte USS Petrof Bay au large de Leyte. Le sous-marin est coulé par le destroyer USS Coolbaugh ou le destroyer USS Richard M. Rowell.
Le dernier contact avec le I-26 a lieu le 25 octobre. On présume officiellement qu'il a été perdu à l'est de Leyte le 21 novembre 1944. Il est finalement retiré de la liste de la marine le 10 mars 1945. Le I-26 était le troisième sous-marin le plus performant de la Marine Impériale japonaise en termes de tonnage coulé, avec plus de 51 500 tonneaux coulées.